# Sandra Voe
Sandra Voe (Shetlandeilanden, 6 oktober 1936), geboren als Sandra Williamson, is een Schotse actrice.

## Biografie
Voe werd geboren op de Shetlandeilanden in een gezin van vier kinderen. Zij was van 1963 tot en met 2015 (zijn dood) getrouwd met acteur Rex Doyle met wie zij drie kinderen heeft. Haar dochter Candice is keyboardspeler van de Britse band Pulp.
Voe begon in 1966 met acteren in de televisieserie Dr. Finlay's Casebook, waarna zij in nog meerdere televisieseries en films speelde. Naast het acteren voor televisie treedt zij ook veelvoudig op in diverse theaters in het Verenigd Koninkrijk. Zo speelde zij in onder andere Romeo and Juliet, The Government Inspector en Henry V.

## Filmografie

### Films
Selectie:
- 2004: Verborgen gebreken - als mrs. Flynt
- 2004: Vera Drake - als moeder van Vera
- 1999: Felicia's Journey - als Jumble verkoopster
- 1998: Great Expectations - als Camilla Pocket
- 1996: Breaking the Waves - als moeder
- 1994: Immortal Beloved - als Marie Fröhlich
- 1993: Naked - als tassenvrouw
- 1989: Erik the Viking - als moeder van Ivar
- 1983: Local Hero - als mrs. Fraser
- 1979: Agatha - als therapeute

### Televisieseries
Uitgezonderd eenmalige gastrollen.
- 2019: Vikings - als heks - 2 afl.
- 2017: Howards End - als ms. Avery - 3 afl.
- 2013-2014: Holby City - als Adrienne McKinnie - 13 afl.
- 2010: Doctors - als Alice Vale - 2 afl.
- 2000-2002: Playing the Field - als mrs. Powell - 6 afl.
- 1997: Holding On - als Annie - 7 afl.
- 1996: The Hello Girls - als mrs. Sands - 4 afl.
- 1994: Takin' Over the Asylum - als Evelyn - 4 afl.
- 1993: Body & Soul - als Peggy - 6 afl.
- 1992: The Life and Times of Henry Pratt - als haar moeder - 2 afl.
- 1992: Love Hurts - als Marilyn - 5 afl.
- 1990: The Bill - als mrs. Cleghorn - 2 afl.
- 1988: Ruth Rendell Mysteries - als Myrtle Cantrip - 3 afl.
- 1987: Y.E.S. - als Ma Venables - 10 afl.
- 1985: Open All Hours - als Bickerdyke - 2 afl.
- 1985: The Practice - als mrs. Dennis - 5 afl.
- 1981: Bread or Blood - als mrs. Bawcombe - 4 afl.
- 1981: Coronation Street - als Brenda Palin - 4 afl.
- 1980: Sounding Brass - als mrs. Crowther - 3 afl.
- 1977-1978: Emmerdale Farm - als Mrs. Bullock - 6 afl.

- Bibliothèque nationale de France: cb16216477p (data)
- Gemeinsame Normdatei: 1061718514
- International Standard Name Identifier: 0000 0003 6474 3623
- Library of Congress Control Number: no2010071125
- Virtual International Authority File: 121180795
- WorldCat: E39PBJxxkqcHM78htg3kqYGWDq